# Volvo Duett
Volvo PV445, також званий Duett — версія універсалу Volvo PV444/544. На відміну від седана, кузов Duett не несучий, а кріпиться на раму, задня вісь листова (замість гвинтових ресор). Це збільшило корисне навантаження та дорожній просвіт. Передаточне число задньої осі було скорочено, щоб двигун і трансмісію можна було взяти від седана без будь-яких змін, але все ще могли перевозити більші вантажі.
Всього виготовлено 101.492 автомобілів.

## Опис

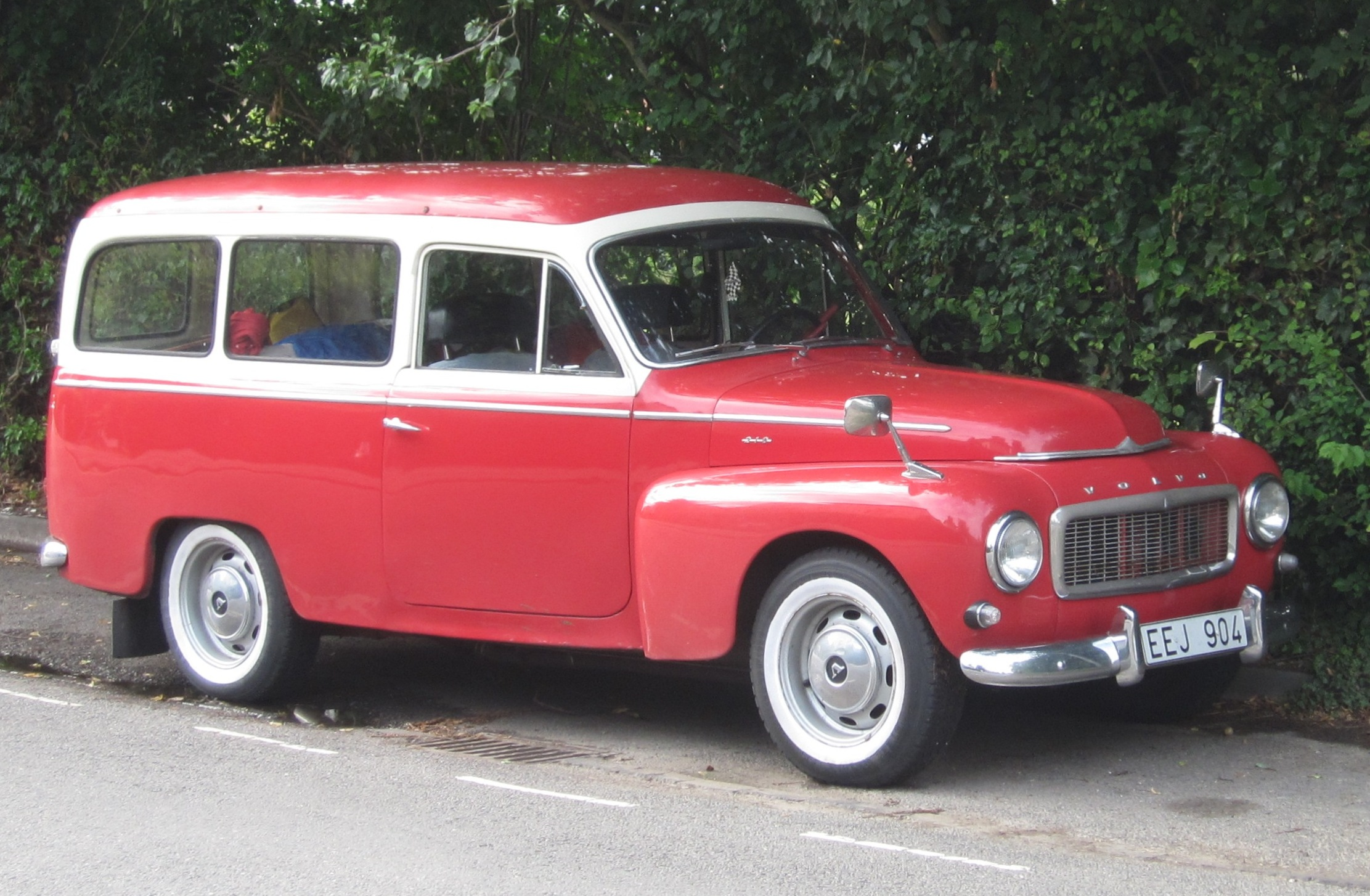
Volvo P210

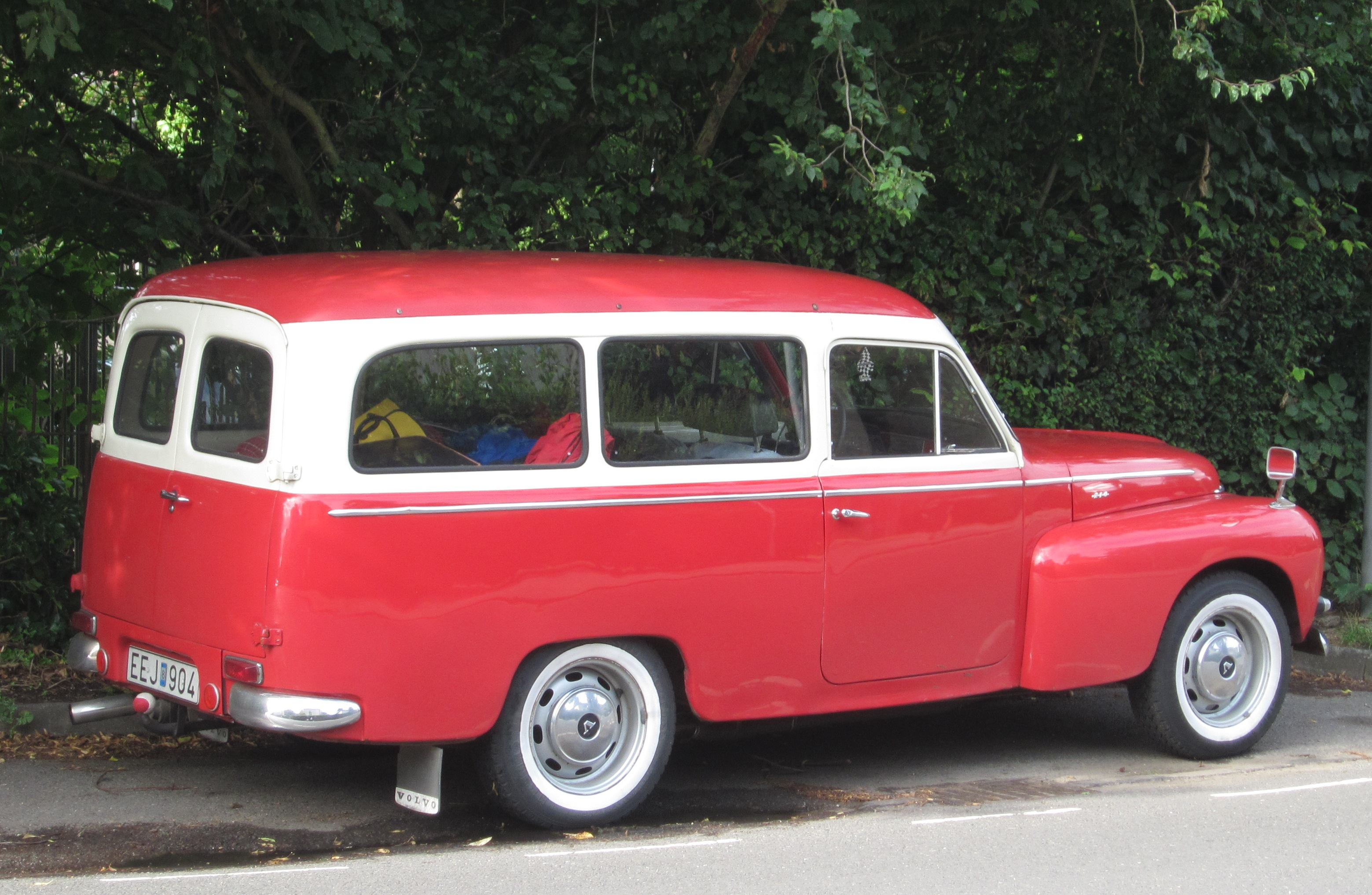

Агрегати і переднє оперіння седана PV444 використовувалися для комерційного шасі PV445 (серій A і B), що випускалося з вересня 1949 до травня 1962 року, але спочатку кузови на нього сама Volvo не робила, надаючи цей почесний обов'язок стороннім виробникам, які монтували на нього власні кузови типу фургон або пікап, поки в 1952 році на майданчику готової продукції не скупчилися близько тисячі непроданих шасі. Тоді заводський інженер Ерік Скогх взявся розробити фірмовий комерційний кузов, а в ході конструювання зрозумів, що його доцільно оснастити склом і заднім сидінням. Так з'явився 3-дверний універсал Volvo Duett (інший варіант назви — PV445 DH), серійно випускався з липня 1953 до лютого 1969 року. До серпня 1958 року він повністю базувався на агрегатній базі седана PV444, а потім отримав зовнішнє оформлення передка в стилі рестайлінгової моделі PV544, але повністю на агрегатну базу PV544 (включаючи панорамне вітрове скло і нову приладову панель) Duett перейшов тільки в липні 1960 року, отримавши індекс P210. Взимку 1962 року P210 оснастили 1,8-літровим 75-сильним двигуном серії B18, а також впровадили 12-вольтову електросхему. Всього було виготовлено 29'409 од. PV445 і PV445 Duett, а також 60'100 од. серії P210. Сімейство Duett PV445 пропонували з кузовами типу фургон (Van) — серії DS, GS і LS; засклений фургон (Estate) — серії DH, GL і LL і вантажопасажирський універсал (Passenger estate); модель P210 з кузовами Estate і Delivery van — серії A, B, C, D, E, F, M і P.
- Розмір шин: 6.40 x 15"

## Моделі
- 1953 – PV 445 DH (Duett Herrgårdsvagn) з боковими вікнами та заднім сидінням
- 1953 – PV 445 DS (Duett Skåpvagn) без бічних вікон і заднього сидіння
- 1955 – PV 445 PH (Personherrgårdsvagn) з більш класним інтер’єром, ніж DH

Кожна з цих трьох серій до 1958 року мала свій номер типу, а після 1958 року у них був лише один спільний. Ходове шасі зберігало власний номер типу протягом усього періоду виробництва.
- 1960 - P210A з повнорозмірним лобовим склом і панеллю приладів PV544, двигун B16A
- Березень '62 - серпень '62 P210B з двигуном B18A і бортовою електросистемою 12 В (після цього були лише детальні зміни)
- Серпень '62 - серпень '63 P210C
- Серпень '63 - серпень '64 P210D
- Серпень '64 - серпень '65 P210E
- Серпень '65 - серпень '66 P210F
- Серпень '66 - серпень '67 P210M
- Серпень '67 - лютий '69 P210P

### Кабріолет

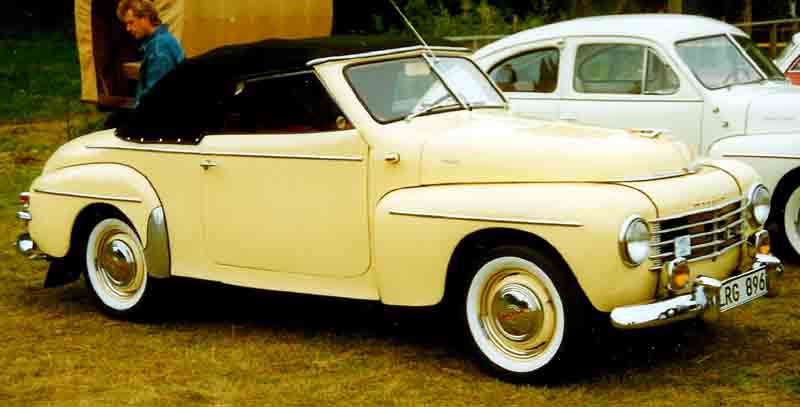
Volvo PV445 Cabriolet Ringborg 1953

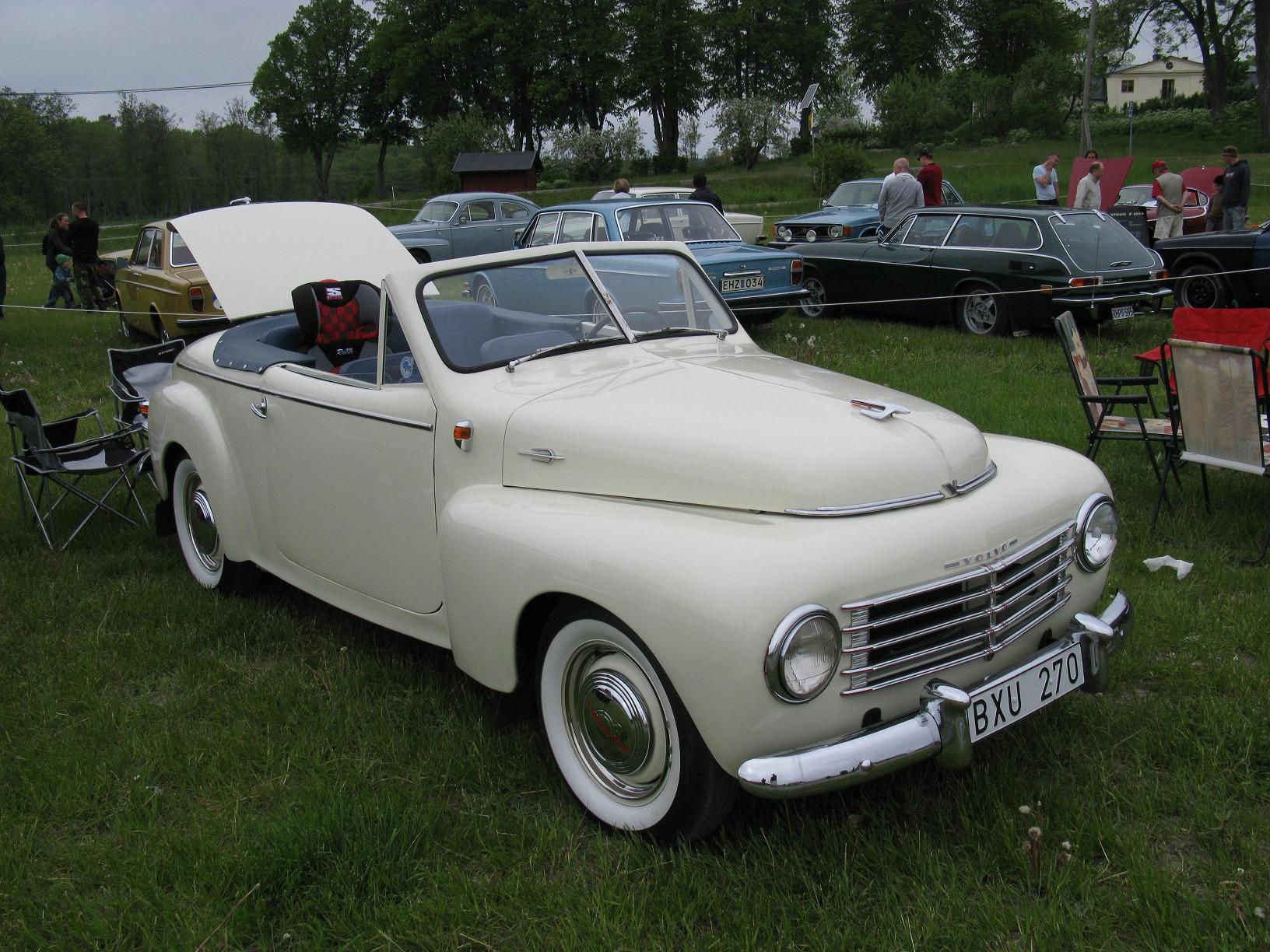
Volvo PV445 Cabriolet Valbo 1953

Близько 20 кабріолетів було виготовлено на початку 1950-х років на основі шасі PV445. Кузовні фабрики Ringborg і Valbo взяли на себе виробництво кузовів приблизно в рівних частках. Крила, капот і брандмауер були доставлені з заводу. Заводи кузовів взяли на себе решту роботи. Отримані кабріолети коштують приблизно в два рази дорожче за PV 444.

## Двигуни
- 1.6 L B16A I4
- 1.8 L B18A I4